# Episodi di Vita da strega (settima stagione)
Questa voce contiene trame, dettagli e crediti dei registi e degli sceneggiatori della settima stagione della serie televisiva Vita da strega.
Negli Stati Uniti, la serie andò in onda sulla ABC dal 24 settembre 1970 al 22 aprile 1971. In italiano la stagione venne trasmessa su Telemontecarlo dal 22 settembre al 19 ottobre 1979.
| nº | Titolo originale                             | Titolo italiano                       | Prima TV USA      | Prima TV Italia   |
| -- | -------------------------------------------- | ------------------------------------- | ----------------- | ----------------- |
| 1  | To Go Or Not To Go, That Is The Question (1) | Andare o non andare                   | 24 settembre 1970 | 22 settembre 1979 |
| 2  | Salem, Here We Come (2)                      | Sua maestà si invaghisce              | 1º ottobre 1970   | 23 settembre 1979 |
| 3  | Salem Saga                                   | Darrin sorvegliato speciale           | 8 ottobre 1970    | 24 settembre 1979 |
| 4  | Sam's Hot Bed Warmer                         | Lo scaldaletto innamorato             | 15 ottobre 1970   | 25 settembre 1979 |
| 5  | Darrin On A Pedestal                         | Darrin su un piedistallo              | 22 ottobre 1970   | 26 settembre 1979 |
| 6  | Paul Revere Rides Again                      | Una preziosa teiera                   | 29 ottobre 1970   | 27 settembre 1979 |
| 7  | Samantha's Bad Day In Salem                  | La realtà di Larry                    | 5 novembre 1970   | 28 settembre 1979 |
| 8  | Samantha's Old Salem Trip                    | Processo alla strega                  | 12 novembre 1970  | 29 settembre 1979 |
| 9  | Samantha's Pet Warlock                       | Il cane di casa Stephens              | 19 novembre 1970  | 30 settembre 1979 |
| 10 | Samantha's Old Man                           | Quel vecchietto di Darrin             | 3 dicembre 1970   | 1º ottobre 1979   |
| 11 | The Corsican Cousins                         | La bella vita di Serena               | 10 dicembre 1970  | 2 ottobre 1979    |
| 12 | Samantha's Magic Potion                      | L'efficace pozione di Samanta         | 17 dicembre 1970  | 3 ottobre 1979    |
| 13 | Sisters At Heart                             | Una sorella per Thabata               | 24 dicembre 1970  | 4 ottobre 1979    |
| 14 | Mother-In-Law Of The Year                    | La festa della suocera                | 14 gennaio 1971   | 5 ottobre 1979    |
| 15 | Mary The Good Fairy (1)                      | Quando una strega si stanca           | 21 gennaio 1971   | 6 ottobre 1979    |
| 16 | The Good Fairy Strikes Again (2)             | Fata o non fata, questo è il problema | 28 gennaio 1971   | 7 ottobre 1979    |
| 17 | The Return Of Darrin The Bold                | Darrin stregone per forza             | 4 febbraio 1971   | 8 ottobre 1979    |
| 18 | The House That Uncle Arthur Built            | Quel burlone di Zio Artur             | 11 febbraio 1971  | 9 ottobre 1979    |
| 19 | Samantha And The Troll                       | Samanta marca visita                  | 18 febbraio 1971  | 10 ottobre 1979   |
| 20 | This Little Piggie                           | Grazie a un piccolo porcellino        | 25 febbraio 1971  | 11 ottobre 1979   |
| 21 | Mixed Doubles                                | Doppio misto                          | 4 marzo 1971      | 12 ottobre 1979   |
| 22 | Darrin Goes Ape                              | Tillie alla conquista di Darrin       | 11 marzo 1971     | 13 ottobre 1979   |
| 23 | Money Happy Returns                          | Il colpo grosso di Darrin             | 18 marzo 1971     | 14 ottobre 1979   |
| 24 | Out Of The Mouth Of Babes                    | Darrin, enfant terrible               | 25 marzo 1971     | 15 ottobre 1979   |
| 25 | Sam's Psychic Pslip                          | Furto grosso con singhiozzo           | 1º aprile 1971    | 16 ottobre 1979   |
| 26 | Samantha's Magic Mirror                      | La bella Esmeralda                    | 8 aprile 1971     | 17 ottobre 1979   |
| 27 | Laugh Clown Laugh                            | Ridi, pagliaccio, ridi                | 15 aprile 1971    | 18 ottobre 1979   |
| 28 | Samantha And The Antique Doll                | I poteri magici di Phillys            | 22 aprile 1971    | 19 ottobre 1979   |